# Wild (chanson de Jessie J)
Pour les articles homonymes, voir Wild.
Singles de Jessie J
Remember Me
(2012)
Singles par Big Sean
Switch Up
(2013)
Singles par Dizzee Rascal
H Town
(2013) Goin' Crazy
(2013)
Wild est une chanson de la chanteuse auteure-compositrice-interprète britannique Jessie J, en collaboration avec les rappeurs Big Sean et Dizzee Rascal. La chanson est sortie au Royaume-Uni entre le 25 et 26 mai 2013, puis dans le monde entier le jour suivant, en tant que premier single issu du deuxième album studio de Jessie J à paraître en fin d'année 2013. Jessie promit à ses fans sur Twitter que si la chanson serait numéro 1 des classements musicaux ainsi que sur l'iTunes Store le 25 mai, elle leur dirait le titre du prochain album . Il existe deux versions de la chanson, une avec Dizzee Rascal  et une sans le rappeur . Une version avec uniquement la voix de Jessie J, non officielle, existe également . Le clip a été publié sur la chaîne VEVO officielle de la chanteuse via YouTube le 28 mai 2013 .

## Clip vidéo
Le clip officiel de Wild a d'abord fuité sur Internet le 25 mai 2013, avant de sortir officiellement trois jours plus tard. Le clip ouvre sur la chanteuse, avec sa toute nouvelle coiffure blonde rasée, marchant à travers le plateau de tournage de la vidéo. Puis elle commence à danser et, à partir d'ici, la scène est entrecoupée de plans de Jessie portant un body imprimé en léopard. Big Sean et Dizzee Rascal apparaissent aussi pour rapper leurs couplets et danser avec Jessie tout au long de la vidéo .

## Liste des pistes
- Téléchargement numérique[2]

1. Wild – 3:54

## Historique de sortie
| Pays        | Date        | Format                   | Label                            |
| ----------- | ----------- | ------------------------ | -------------------------------- |
| Royaume-Uni | 26 mai 2013 | Téléchargement numérique | Lava Records, Island Records     |
| Monde       | 27 mai 2013 | Téléchargement numérique | Lava Records, Universal Republic |

## Certifications
| Pays      | Certification | Ventes certifiées |
| --------- | ------------- | ----------------- |
| Australie | 2 × Platine   | 140 000           |